# Orosz fekete terrier
Az orosz fekete terrier egy orosz kutyafajta, amelynek fajtagazdája Oroszország.

## A hivatalos standard
A Nemzetközi Kutya Szövetség (FCI) 1984-ben fogadta el Mexikóvárosban tartott gyűlése során az orosz fekete terrier sztenderdjét, a 327-es számot osztva ki neki, 1983. szeptember 29-i keltezéssel.

## FCI besorolás
- 2. fajtacsoport (pincserek és schnauzerek, molosszerek és svájci pásztorkutyák)
- l. 4 szekció, fekete terrier, munkavizsga nélkül.

## Általános leírás
A fekete terrierek az átlagnál nagyobb méretű kutyák, erősek, masszív csontozattal és izomzattal. A bőre tömör és rugalmas, ráncok és lebernyegek nélkül. Az e fajtához tartozó kutyák védekezésre készek, az idegenekkel szemben bizalmatlanok. Jól alkalmazkodnak a különböző időjárási viszonyokhoz és könnyen kiképezhetők.

### Felépítés típus
- Erőteljes és robusztus.
- Hibák: gyenge testalkat, vagy gyengén fejlett izomzat.
- Súlyos hibák: könnyű csontozat, gyenge izomzat. Törékeny és erőtlen testalkat.

### Méretindex
- A marmagasság-törzshossz aránya 100:105-höz.
- Hiba: enyhén hosszúkás alak 106:108
- Súlyos hiba: láthatóan hosszúkás alak, 108 felett.

### Marmagasság
- Kanoknál: 66-tól 72 cm-ig
- Szukáknál: 64-től 70 cm-ig.
- Hibák: a kutya túl magasra, vagy alacsonyra állított. A marmagasság a kanoknál kisebb, mint 66 cm és nagyobb mint 72 cm, szukák esetében kisebb, mint 64 cm és nagyobb mint 70 cm.
- Súlyos hibák: a túlnőtt vagy a hátvonalhoz képest túl alacsony far. Kanok marmagassága 65 cm alatt és 74 cm felett, szukáknál 63 cm alatt és 72 cm felett.

### Viselkedési jellegzetességek
A fajta rendkívül erős aktivitást testesít meg. A kutyák éberek, erősek, kiegyensúlyozottak, mozgékonyak. Gyors felfogásúak, aktív védekező reakciót mutatnak.
- Hibák: félénkség, ingerlékenység, temperamentum hiánya.
- Súlyos hibák: gyávaság, túlzott ingerlékenység, túlzott érzékenység.

### Nemre jellemző tulajdonságok
A nemi jellegek határozottan elkülönülnek. A kanok impozáns méretűek: magasabbak, nagyobbak és tömegesebbek a szukáknál.
- Hibák: a nemi jellegtől való gyenge eltérés.
- Súlyos hibák: a nemi jellegtől való jelentős eltérés, egyoldalú vagy teljes rejtett heréjűség, kifejletlen here. Szukaszerű kanok.

### Szőrzet
Erős, durva, kemény, tömör, sűrű, szorosan a bőrre simuló drótszőr. A megtörtnek ható 4–10 cm hosszú szőrzet az egész testet betakarja. A díszszőrzet erősen fejlett: a pofán, a felső ajkon érdes kefeszerű bajuszt, az alsó ajkon pedig szakállt formál. A maron és a nyakon a szőr hosszabb és sörényt alkot. A szemöldökök durvák és bozontosak. A mellső végtagokat a könyökig a hátulsó végtagokat a combokig hosszú durva szőr fedi. Az aljszőr érdes, sűrű.

### Szín
Fekete vagy fekete szürke tűzéssel.
- Hibák: barnás vagy szürkés árnyalatok. Kicsi fehér folt jelenléte a mellkason.
- Súlyos hibák: mindenütt barna vagy szürke szín. Vörös vagy fehér foltok jelenléte az állkapcson, a nyakon és a végtagokon.

## Fej
Hosszú, a koponyatájon mérsékelten széles, lekerekített pofacsonttal. A homlok lapos, a stop felismerhető, de nem túl hangsúlyos. Az orrhát a fejtetővel párhuzamos lefutású. Az arcorri rész erős, enyhén keskenyedő, hossza valamivel rövidebb, mint az agykoponyáé. A bajusz és a szakáll négyszögletes hatást adnak a fejnek. Az ajkak vastagok, húsosak. A felső és alsó ajkak az állkapocshoz simulnak, nem lelógóak.
- Hibák: kisebb fej, domború fejtető, vagy túl kifejezett stop, kiálló pofacsontok, laza ajkak.
- Súlyos hibák: durva, könnyű, vagy kerek fej, rövid, nyomott, vagy hegyes arcorri rész. Csukaorr.

## Fülek
Magasan tűzöttek, a porcok fölött lógóak, kicsik, háromszögletűek, elülső szélük szorosan a koponyához simul.
- Hibák: mélyen tűzött, hosszú, vagy lengő, illetve a fejtől elálló fülek.
- Súlyos hibák: felálló, vagy félig felálló fülek.

## Szemek
Nem nagyok, oválisak, enyhén ferde metszésűek, sötétek.
- Hibák: nagy vagy nem elég sötét szemek. Látható harmadik szemhéj, fehéres folt a szivárványhártyán (leucoma).
- Súlyos hibák: világos, vagy különböző színű szemek.

## Fogak
Fehérek, erősek, szorosan záródnak. A metszőfogak egyenes vonalban állnak, ollós harapásúak.
- Hibák: fejletlen, vagy a korhoz képest indokolatlan mértékben kopott fogak. Törött fogak, melyek akadályozzák a fogak tökéletes záródását. Legfeljebb két első elő zápfog (P1) hiánya, vagy egy első és egy második (P2) hiánya. Enyhe szuvasodás, csekély fogkő.
- Súlyos hibák: nagyon kicsi, vagy hiányzó fogak. Nem szabályos sorban álló metszőfogak, a szabályos ollós harapástól való eltérés. Szemfog vagy metszőfog hiánya: egy harmadik (P3), vagy egy negyedik (P4) elő zápfog, vagy egy zápfog (M) hiánya. Fogak erősen roncsolt fogzománccal.

## Nyak
Hosszú, erőteljes, a hát vonalával 40-45 fokos szöget zár be.
- Hibák: rövid, túl vastag. Lebernyeges, vagy alacsonyan illesztett nyak.

## Mellkas
Széles, mély, jól ívelt bordákkal, legalább könyökig, vagy valamivel lejjebb érő.
- Hibák: nem elég széles, lapos, vagy a könyök felé érő mellkas.
- Súlyos hibák: hordó alakú, nem eléggé mély, túl lapos, vagy túl szűk mellkas.

## Has
Enyhén felhúzott.
- Hibák: lelógó, vagy túl felhúzott hasvonal.

## Mar
Magas, a hátvonalból jól kiemelkedő.
- Hibák: süppedt, gyengén fejlett mar.

## Hát
Egyenes, széles, izmos.
- Hibák: laza, keskeny, elégtelenül izmolt.
- Súlyos hibák: besüppedt (nyerges), vagy ívelt (ponty) hát.

## Ágyék
Rövid, széles, izmos és enyhén domború.
- Hibák: hosszú, vagy nem eléggé domború.
- Súlyos hibák: süppedt, keskeny, vagy púpos.

## Far
Széles, izmos, enyhén lejt a magasan tűzött farok irányában.
- Hibák: egyenes, enyhén csapolt, izomszegény far.
- Súlyos hibák: csapott, vagy keskeny far.

## Farok
Magasan tűzött, vastag, rövidre kurtított (3-4 csigolyát hagynak meg).
- Hibák: mélyen tűzött, nem megfelelően kurtított.
- Súlyos hiba: nem kurtított farok.

## Mellső végtagok
Szemből nézve egyenesek és párhuzamosak. A lapocka és a felkarcsont kb. 110 fokos szöget zár be. A könyökök hátrafelé mutatnak, az alkarok egyenesek és vastagok. Az elülső lábközép rövid és egyenesen áll.
- Hibák: kissé meredek vállak, a könyökök enyhe elfordulása kifelé, vagy befelé, a kicsit laza lábközép, kifelé, vagy befelé forduló mancsok.
- Súlyos hibák: meredek vállak, a könyökök erősen kifelé, vagy befelé fordulnak, ferde lábközép, gyenge lábtő.

## Hátulsó végtagok
A lábak hátulról nézve egyenesek és párhuzamosak, a mellső végtagokhoz képest kicsik, szélesebben állítottak. A comb izmos és jól fejlett. A lábszárcsontok hosszúak és ferde állásúak, jól szögeltek. Csánkok masszívak, hosszúak, talajra majdnem merőlegesen állók.
- Hibák: elégtelenül fejlett izomzat, rövid lábszárcsontok, kissé befelé, vagy kifelé fordult csánkok, túl gyengén, vagy erősen szögelt csánkok, farkaskarom.
- Súlyos hibák: ugyanazok, mint a hibák, csak sokkal hangsúlyosabban. Túlnőtt far, meredek, vagy túlszögelt ízületek.

## Mellső és hátulsó mancsok
Nagyok és erősek, gömbölyűek, jól boltozott újakkal.
- Hibák: kifelé vagy befelé forduló, elnyúlt mancsok.
- Súlyos hibák: lapos, vagy erőteljesen kiforduló mancsok.

## Mozgás
Könnyed, harmonikus, szabad. Jellemző járásmódja a galopp és a rövid ügetés. Az ügetés során a lábak egyenes vonalon előre mozognak, az elülső lábak megközelítőleg egy képzeletbeli középvonalon nyugszanak, a hát és az ágyéktájék rugalmasan mozog.
- Hibák: nem teljesen egyenes vonalú mozgás, a mellső és hátulsó végtagok nem megfelelő nyújtása.
- Súlyos hibák: kötött, nehézkes mozgás, a hátulsó végtagok oldal irányú mozgása, a far erős kilengése, poroszkálás.

## Kizáró hibák
Ollós harapástól való bárminemű eltérés, egyoldalú vagy kétoldalú rejtett heréjűség, a herék hiánya. Foltos szőrzet, fehér foltok a mancsokon. Vöröses foltok, szürke szín. Metsző-, vagy egy szemfog hiánya, hármas (P3), vagy egy négyes (P4) előzápfog hiánya, egy zápfog (M) hiánya. A kanoknak két, normálisan fejlett, teljes egészében a herezacskókban elhelyezkedő herével kell rendelkezniük.

## Külső hivatkozások
- Orosz fekete terrier.lap.hu - linkgyűjtemény